# Single numer jeden w roku 2018 (Polska)
Notowania AirPlay – Top, AirPlay – Nowości i AirPlay – TV, publikowane przez Związek Producentów Audio-Video, kompletowane są przez BMAT w oparciu o cotygodniową liczbę odegrań w radio oraz wyświetleń w telewizji. Poniżej znajdują się tabele prezentujące najpopularniejsze single, najwyżej debiutujące nowości oraz najczęściej emitowane teledyski w muzycznych stacjach telewizyjnych w danych tygodniach w roku 2018.

## AirPlay – Top i AirPlay – Nowości
| Data            | AirPlay – Top                      | AirPlay – Top        | AirPlay – Top | AirPlay – Nowości                                                      | AirPlay – Nowości         | AirPlay – Nowości |
| Data            | Wykonawca                          | Utwór                | Źródło        | Wykonawca                                                              | Utwór                     | Źródło            |
| --------------- | ---------------------------------- | -------------------- | ------------- | ---------------------------------------------------------------------- | ------------------------- | ----------------- |
| 6 stycznia      | Selena Gomez i Marshmello          | „Wolves”             | [ 1 ]         | Naughty Boy feat. Joe Jonas                                            | „One Chance to Dance”     | [ 2 ]             |
| 13 stycznia     | Selena Gomez i Marshmello          | „Wolves”             | [ 3 ]         | Merk & Kremont                                                         | „Sad Story (Out Of Luck)” | [ 4 ]             |
| 20 stycznia     | Selena Gomez i Marshmello          | „Wolves”             | [ 5 ]         | Charlie Puth                                                           | „How Long”                | [ 6 ]             |
| 27 stycznia     | Rita Ora                           | „Anywhere”           | [ 7 ]         | Kylie Minogue                                                          | „Dancing”                 | [ 8 ]             |
| 3 lutego        | Pink                               | „Beautiful Trauma”   | [ 9 ]         | Shanguy                                                                | „La Louze”                | [ 10 ]            |
| 10 lutego       | Jax Jones feat. Ina Wroldsen       | „Breathe”            | [ 11 ]        | Cleo                                                                   | „Łowcy gwiazd”            | [ 12 ]            |
| 17 lutego       | Lost Frequencies i Zonderling      | „Crazy”              | [ 13 ]        | Gromee feat. Lukas Meijer                                              | „Light Me Up”             | [ 14 ]            |
| 24 lutego       | Lost Frequencies i Zonderling      | „Crazy”              | [ 15 ]        | Smolasty feat. Otsochodzi                                              | „Uzależniony”             | [ 16 ]            |
| 3 marca         | Feel i Lanberry                    | „Gotowi na wszystko” | [ 17 ]        | Grzegorz Hyży                                                          | „Niech pomyślą, że to ja” | [ 18 ]            |
| 10 marca        | Shanguy                            | „La Louze”           | [ 19 ]        | Rudimental feat. Jess Glynne, Macklemore i Dan Caplen                  | „These Days”              | [ 20 ]            |
| 17 marca        | Shanguy                            | „La Louze”           | [ 21 ]        | Kalwi & Remi feat. Joe Kellington                                      | „Unbreakable”             | [ 22 ]            |
| 24 marca        | Shanguy                            | „La Louze”           | [ 23 ]        | Niall Horan                                                            | „On the Loose”            | [ 24 ]            |
| 31 marca        | Gromee feat. Lukas Meijer          | „Light Me Up”        | [ 25 ]        | Álvaro Soler                                                           | „La cintura”              | [ 26 ]            |
| 7 kwietnia      | Gromee feat. Lukas Meijer          | „Light Me Up”        | [ 27 ]        | Ofenbach vs. Lack of Afro feat. Wax & Herbal T                         | „Party”                   | [ 28 ]            |
| 14 kwietnia     | Gromee feat. Lukas Meijer          | „Light Me Up”        | [ 29 ]        | Justin Timberlake feat. Chris Stapleton                                | „Say Something”           | [ 30 ]            |
| 21 kwietnia     | Gromee feat. Lukas Meijer          | „Light Me Up”        | [ 31 ]        | Kylie Minogue                                                          | „Stop Me from Falling”    | [ 32 ]            |
| 28 kwietnia     | C-BooL                             | „Wonderland”         | [ 33 ]        | Lost Frequencies feat. James Blunt                                     | „Melody”                  | [ 34 ]            |
| 5 maja          | C-BooL                             | „Wonderland”         | [ 35 ]        | Betta Lemme                                                            | „Bambola”                 | [ 36 ]            |
| 12 maja         | C-BooL                             | „Wonderland”         | [ 37 ]        | Sylwia Grzeszczak i Liber                                              | „Dobre myśli”             | [ 38 ]            |
| 19 maja         | C-BooL                             | „Wonderland”         | [ 39 ]        | Zouzy                                                                  | „Skrzydła”                | [ 40 ]            |
| 26 maja         | C-BooL                             | „Wonderland”         | [ 41 ]        | Lanberry                                                               | „Nieznajomy”              | [ 42 ]            |
| 2 czerwca       | David Guetta i Sia                 | „Flames”             | [ 43 ]        | Dawid Podsiadło                                                        | „Małomiasteczkowy”        | [ 44 ]            |
| 9 czerwca       | David Guetta i Sia                 | „Flames”             | [ 45 ]        | Shawn Mendes                                                           | „In My Blood”             | [ 46 ]            |
| 16 czerwca      | Calvin Harris i Dua Lipa           | „One Kiss”           | [ 47 ]        | Benjamin Ingrosso                                                      | „Dance You Off”           | [ 48 ]            |
| 23 czerwca      | Calvin Harris i Dua Lipa           | „One Kiss”           | [ 49 ]        | Maroon 5 feat. Cardi B                                                 | „Girls Like You”          | [ 50 ]            |
| 30 czerwca      | Lost Frequencies feat. James Blunt | „Melody”             | [ 51 ]        | Luis Fonsi i Stefflon Don                                              | „Calypso”                 | [ 52 ]            |
| 7 lipca         | Calvin Harris i Dua Lipa           | „One Kiss”           | [ 53 ]        | Jonas Blue feat. Jack & Jack                                           | „Rise”                    | [ 54 ]            |
| 14 lipca        | Clean Bandit feat. Demi Lovato     | „Solo”               | [ 55 ]        | Feel                                                                   | „Jak na imię masz”        | [ 56 ]            |
| 21 lipca        | Clean Bandit feat. Demi Lovato     | „Solo”               | [ 57 ]        | Loud Luxury feat. Brando                                               | „Body”                    | [ 58 ]            |
| 28 lipca        | Dawid Podsiadło                    | „Małomiasteczkowy”   | [ 59 ]        | Mohombi                                                                | „Mr Loverman”             | [ 60 ]            |
| 4 sierpnia      | Clean Bandit feat. Demi Lovato     | „Solo”               | [ 61 ]        | Paweł Domagała                                                         | „Weź nie pytaj”           | [ 62 ]            |
| 11 sierpnia     | Dawid Podsiadło                    | „Małomiasteczkowy”   | [ 63 ]        | Dennis Lloyd                                                           | „Nevermind”               | [ 64 ]            |
| 18 sierpnia     | Shanguy                            | „King of the Jungle” | [ 65 ]        | Ania Karwan                                                            | „Głupcy”                  | [ 66 ]            |
| 25 sierpnia     | Dynoro i Gigi D’Agostino           | „In My Mind”         | [ 67 ]        | Baranovski                                                             | „Luźno”                   | [ 68 ]            |
| 1 września      | Dynoro i Gigi D’Agostino           | „In My Mind”         | [ 69 ]        | Chiara Grispo feat. Michał Szczygieł                                   | „Since You Left Me”       | [ 70 ]            |
| 8 września      | Dynoro i Gigi D’Agostino           | „In My Mind”         | [ 71 ]        | Sarsa                                                                  | „Zakryj”                  | [ 72 ]            |
| 15 września     | Dynoro i Gigi D’Agostino           | „In My Mind”         | [ 73 ]        | Ewa Farna                                                              | „Interakcja”              | [ 74 ]            |
| 22 września     | Gromee feat. Jesper Jenset         | „One Last Time”      | [ 75 ]        | Silk City i Dua Lipa                                                   | „Electricity”             | [ 76 ]            |
| 29 września     | Paweł Domagała                     | „Weź nie pytaj”      | [ 77 ]        | Dean Lewis                                                             | „Be Alright”              | [ 78 ]            |
| 6 października  | Paweł Domagała                     | „Weź nie pytaj”      | [ 79 ]        | Kortez                                                                 | „Hej Wy”                  | [ 80 ]            |
| 13 października | Paweł Domagała                     | „Weź nie pytaj”      | [ 81 ]        | Zuza Jabłońska feat. Jan-Rapowanie i Siles                             | „Powiedz mi to w twarz”   | [ 82 ]            |
| 20 października | Paweł Domagała                     | „Weź nie pytaj”      | [ 83 ]        | Shawn Mendes i Zedd                                                    | „Lost in Japan”           | [ 84 ]            |
| 27 października | Calvin Harris i Sam Smith          | „Promises”           | [ 85 ]        | Piotr Cugowski                                                         | „Kto nie kochał”          | [ 86 ]            |
| 3 listopada     | Calvin Harris i Sam Smith          | „Promises”           | [ 87 ]        | Olly Murs feat. Snoop Dogg                                             | „Moves”                   | [ 88 ]            |
| 10 listopada    | Calvin Harris i Sam Smith          | „Promises”           | [ 89 ]        | Paweł Domagała                                                         | „Wystarczę ja”            | [ 90 ]            |
| 17 listopada    | Calvin Harris i Sam Smith          | „Promises”           | [ 91 ]        | Kygo feat. Sandro Cavazza                                              | „Happy Now”               | [ 92 ]            |
| 24 listopada    | Rita Ora                           | „Let You Love Me”    | [ 93 ]        | Grzegorz Hyży                                                          | „Pech to nie grzech”      | [ 94 ]            |
| 1 grudnia       | Sarsa                              | „Zakryj”             | [ 95 ]        | Dua Lipa i Blackpink                                                   | „Kiss and Make Up”        | [ 96 ]            |
| 8 grudnia       | Rita Ora                           | „Let You Love Me”    | [ 97 ]        | Marcin Sójka                                                           | „Zaskakuj mnie”           | [ 98 ]            |
| 15 grudnia      | Panic! at the Disco                | „High Hopes”         | [ 99 ]        | David Guetta feat. Bebe Rexha i J Balvin                               | „Say My Name”             | [ 100 ]           |
| 22 grudnia      | Paweł Domagała                     | „Wystarczę ja”       | [ 101 ]       | TGD feat. Kasia Cerekwicka, Kasia Moś, Kuba Badach i Mietek Szcześniak | „Gloria”                  | [ 102 ]           |
| 29 grudnia      | Paweł Domagała                     | „Wystarczę ja”       | [ 103 ]       | Natalia Zastępa                                                        | „Za późno”                | [ 104 ]           |

## Airplay – TV
| Data            | Wykonawca                                                    | Teledysk             | Źródło  |
| --------------- | ------------------------------------------------------------ | -------------------- | ------- |
| 6 stycznia      | Luis Fonsi i Demi Lovato                                     | „Échame la Culpa”    | [ 105 ] |
| 13 stycznia     | Luis Fonsi i Demi Lovato                                     | „Échame la Culpa”    | [ 106 ] |
| 20 stycznia     | Luis Fonsi i Demi Lovato                                     | „Échame la Culpa”    | [ 107 ] |
| 27 stycznia     | Luis Fonsi i Demi Lovato                                     | „Échame la Culpa”    | [ 108 ] |
| 3 lutego        | Luis Fonsi i Demi Lovato                                     | „Échame la Culpa”    | [ 109 ] |
| 10 lutego       | Camasutra                                                    | „Tego chcesz”        | [ 110 ] |
| 17 lutego       | Playboys                                                     | „Dotykać, całować”   | [ 111 ] |
| 24 lutego       | Sławomir                                                     | „Miłość w Zakopanem” | [ 112 ] |
| 3 marca         | Sławomir                                                     | „Miłość w Zakopanem” | [ 113 ] |
| 10 marca        | Sławomir                                                     | „Miłość w Zakopanem” | [ 114 ] |
| 17 marca        | Shanguy                                                      | „La Louze”           | [ 115 ] |
| 24 marca        | Shanguy                                                      | „La Louze”           | [ 116 ] |
| 31 marca        | Shanguy                                                      | „La Louze”           | [ 117 ] |
| 7 kwietnia      | Power Play                                                   | „Miła ma”            | [ 118 ] |
| 14 kwietnia     | Power Play                                                   | „Miła ma”            | [ 119 ] |
| 21 kwietnia     | Gromee feat. Lukas Meijer                                    | „Light Me Up”        | [ 120 ] |
| 28 kwietnia     | Gromee feat. Lukas Meijer                                    | „Light Me Up”        | [ 121 ] |
| 5 maja          | C-BooL                                                       | „Wonderland”         | [ 122 ] |
| 12 maja         | C-BooL                                                       | „Wonderland”         | [ 123 ] |
| 19 maja         | C-BooL                                                       | „Wonderland”         | [ 124 ] |
| 26 maja         | Álvaro Soler                                                 | „La cintura”         | [ 125 ] |
| 2 czerwca       | Calvin Harris i Dua Lipa                                     | „One Kiss”           | [ 126 ] |
| 9 czerwca       | Calvin Harris i Dua Lipa                                     | „One Kiss”           | [ 127 ] |
| 16 czerwca      | Calvin Harris i Dua Lipa                                     | „One Kiss”           | [ 128 ] |
| 23 czerwca      | Calvin Harris i Dua Lipa                                     | „One Kiss”           | [ 129 ] |
| 30 czerwca      | Extazy                                                       | „Noc taka czarna”    | [ 130 ] |
| 7 lipca         | Extazy                                                       | „Noc taka czarna”    | [ 131 ] |
| 14 lipca        | Extazy                                                       | „Noc taka czarna”    | [ 132 ] |
| 21 lipca        | Extazy                                                       | „Noc taka czarna”    | [ 133 ] |
| 28 lipca        | Playboys                                                     | „Ja w to nie wierzę” | [ 134 ] |
| 4 sierpnia      | K-391 feat. Alan Walker, Julie Bergan i Seungri              | „Ignite”             | [ 135 ] |
| 11 sierpnia     | K-391 feat. Alan Walker, Julie Bergan i Seungri              | „Ignite”             | [ 136 ] |
| 18 sierpnia     | Clean Bandit feat. Demi Lovato                               | „Solo”               | [ 137 ] |
| 25 sierpnia     | Jonas Blue feat. Jack & Jack                                 | „Rise”               | [ 138 ] |
| 1 września      | Jonas Blue feat. Jack & Jack                                 | „Rise”               | [ 139 ] |
| 8 września      | Gromee feat. Jesper Jenset                                   | „One Last Time”      | [ 140 ] |
| 15 września     | Gromee feat. Jesper Jenset                                   | „One Last Time”      | [ 141 ] |
| 22 września     | Gromee feat. Jesper Jenset                                   | „One Last Time”      | [ 142 ] |
| 29 września     | Paweł Domagała                                               | „Weź nie pytaj”      | [ 143 ] |
| 6 października  | Paweł Domagała                                               | „Weź nie pytaj”      | [ 144 ] |
| 13 października | Paweł Domagała                                               | „Weź nie pytaj”      | [ 145 ] |
| 20 października | Paweł Domagała                                               | „Weź nie pytaj”      | [ 146 ] |
| 27 października | Paweł Domagała                                               | „Weź nie pytaj”      | [ 147 ] |
| 3 listopada     | The Prince Karma                                             | „Later Bitches”      | [ 148 ] |
| 10 listopada    | The Prince Karma                                             | „Later Bitches”      | [ 149 ] |
| 17 listopada    | The Prince Karma                                             | „Later Bitches”      | [ 150 ] |
| 24 listopada    | The Prince Karma                                             | „Later Bitches”      | [ 151 ] |
| 1 grudnia       | Kris Kross Amsterdam i The Boy Next Door feat. Conor Maynard | „Whenever”           | [ 152 ] |
| 8 grudnia       | Lost Frequencies feat. The NGHBRS                            | „Like I Love You”    | [ 153 ] |
| 15 grudnia      | Panic! at the Disco                                          | „High Hopes”         | [ 154 ] |
| 22 grudnia      | Rita Ora                                                     | „Let You Love Me”    | [ 155 ] |
| 29 grudnia      | Miły Pan                                                     | „Królowa”            | [ 156 ] |

## Top Dyskoteki
Notowanie Top Dyskoteki przedstawia najpopularniejsze piosenki emitowane w polskich klubach. Publikowane przez Związek Producentów Audio-Video, zestawienia w roku 2018 sporządzane są przez firmę DJ Promotion w oparciu o liczbę odegrań poszczególnych utworów w lokalach.
| Data        | Okres emisji                   | Piosenka                          | Wykonawca                                | Źródło  |
| ----------- | ------------------------------ | --------------------------------- | ---------------------------------------- | ------- |
| 9 stycznia  | 2 stycznia – 8 stycznia 2018   | „Miłość w Zakopanem”              | Sławomir                                 | [ 157 ] |
| 16 stycznia | 9 stycznia – 15 stycznia 2018  | „Katchi”                          | Ofenbach vs. Nick Waterhouse             | [ 158 ] |
| 23 stycznia | 16 stycznia – 22 stycznia 2018 | „Perfect”                         | Ed Sheeran                               | [ 159 ] |
| 30 stycznia | 23 stycznia – 29 stycznia 2018 | „Perfect”                         | Ed Sheeran                               | [ 160 ] |
| 6 lutego    | 30 stycznia – 5 lutego 2018    | „Échame la Culpa”                 | Luis Fonsi i Demi Lovato                 | [ 161 ] |
| 13 lutego   | 6 lutego – 12 lutego 2018      | „Échame la Culpa”                 | Luis Fonsi i Demi Lovato                 | [ 162 ] |
| 20 lutego   | 13 lutego – 19 lutego 2018     | „Miłość w Zakopanem”              | Sławomir                                 | [ 163 ] |
| 27 lutego   | 20 lutego – 26 lutego 2018     | „Miłość w Zakopanem”              | Sławomir                                 | [ 164 ] |
| 6 marca     | 27 lutego – 5 marca 2018       | „Échame la Culpa”                 | Luis Fonsi i Demi Lovato                 | [ 165 ] |
| 13 marca    | 6 marca – 12 marca 2018        | „Échame la Culpa”                 | Luis Fonsi i Demi Lovato                 | [ 166 ] |
| 20 marca    | 13 marca – 19 marca 2018       | „I Just Called to Say I Love You” | Brave                                    | [ 167 ] |
| 27 marca    | 20 marca – 26 marca 2018       | „I Just Called to Say I Love You” | Brave                                    | [ 168 ] |
| 3 kwietnia  | 27 marca – 2 kwietnia 2018     | „La Louze”                        | Shanguy                                  | [ 169 ] |
| 10 kwietnia | 3 kwietnia – 9 kwietnia 2018   | „La Louze”                        | Shanguy                                  | [ 170 ] |
| 17 kwietnia | 10 kwietnia – 16 kwietnia 2018 | „Wonderland”                      | C-BooL                                   | [ 171 ] |
| 24 kwietnia | 17 kwietnia – 23 kwietnia 2018 | „Wonderland”                      | C-BooL                                   | [ 172 ] |
| 1 maja      | 24 kwietnia – 30 kwietnia 2018 | „La Louze”                        | Shanguy                                  | [ 173 ] |
| 8 maja      | 1 maja – 7 maja 2018           | „La Louze”                        | Shanguy                                  | [ 174 ] |
| 15 maja     | 8 maja – 14 maja 2018          | „Wonderland”                      | C-BooL                                   | [ 175 ] |
| 22 maja     | 15 maja – 21 maja 2018         | „Wonderland”                      | C-BooL                                   | [ 176 ] |
| 29 maja     | 22 maja – 28 maja 2018         | „Wonderland”                      | C-BooL                                   | [ 177 ] |
| 5 czerwca   | 29 maja – 4 czerwca 2018       | „Wonderland”                      | C-BooL                                   | [ 178 ] |
| 12 czerwca  | 5 czerwca – 11 czerwca 2018    | „Rave in the Grave”               | AronChupa i Little Sis Nora              | [ 179 ] |
| 19 czerwca  | 12 czerwca – 18 czerwca 2018   | „One Kiss”                        | Calvin Harris i Dua Lipa                 | [ 180 ] |
| 26 czerwca  | 19 czerwca – 25 czerwca 2018   | „One Kiss”                        | Calvin Harris i Dua Lipa                 | [ 181 ] |
| 3 lipca     | 26 czerwca – 2 lipca 2018      | „One Kiss”                        | Calvin Harris i Dua Lipa                 | [ 182 ] |
| 10 lipca    | 3 lipca – 9 lipca 2018         | „One Kiss”                        | Calvin Harris i Dua Lipa                 | [ 183 ] |
| 17 lipca    | 10 lipca – 16 lipca 2018       | „One Kiss”                        | Calvin Harris i Dua Lipa                 | [ 184 ] |
| 24 lipca    | 17 lipca – 23 lipca 2018       | „One Kiss”                        | Calvin Harris i Dua Lipa                 | [ 185 ] |
| 31 lipca    | 24 lipca – 30 lipca 2018       | „Live It Up”                      | Nicky Jam feat. Will Smith i Era Istrefi | [ 186 ] |
| 7 sierpnia  | 31 lipca – 6 sierpnia 2018     | „(I Just) Died in Your Arms”      | Komodo                                   | [ 187 ] |
| 14 sierpnia | 7 sierpnia – 13 sierpnia 2018  | „(I Just) Died in Your Arms”      | Komodo                                   | [ 188 ] |
| 21 sierpnia | 14 sierpnia – 20 sierpnia 2018 | „One Kiss”                        | Calvin Harris i Dua Lipa                 | [ 189 ] |
| 28 sierpnia | 21 sierpnia – 27 sierpnia 2018 | „Solo”                            | Clean Bandit feat. Demi Lovato           | [ 190 ] |